# República Democrática del Congo en los Juegos Paralímpicos de Río de Janeiro 2016
La República Democrática del Congo estuvo representada en los Juegos Paralímpicos de Río de Janeiro 2016 por dos deportistas, un hombre y una mujer. El equipo paralímpico congoleño no obtuvo ninguna medalla en estos Juegos.